# Gabriele Sievers
Gabriele Sievers verheiratete Gabriele Bennecke, (* 20. April 1961 in Kiel) ist eine ehemalige deutsche Bodybuilderin. Sie ist deutsche Meisterin und vierfache Weltmeisterin der World Amateur Body Building Association (WABBA) bzw. der National Amateur Bodybuilders Association (NABBA).

## Biografie
Über ihren Freund, Trainer und späteren Ehemann Volker Roese stieß Sievers als 16-Jährige zum Bodybuilding. Nach einem halben Jahr trat sie bei den Schleswig-Holsteinischen Meisterschaften an und wurde auf Anhieb Dritte. Trotz Bedenken von Familie und Umfeld, die nichts mit der damaligen Randsportart Fitness anfangen konnten und Muskeln bei Frauen als „unweiblich“ abtaten, trainierte Sievers bald professionell. Sie feierte 1982 ihr Debüt bei den Deutschen Meisterschaften, wurde aber nur Letzte. Nachdem sich Sievers mehrere Kilogramm Muskelmasse antrainiert und ihr Posing verbessert hatte, wurde sie im selben Jahr bei den WABBA-Weltmeisterschaften Zwölfte. 1983 kam ihr Durchbruch, als sie deutsche Meisterin wurde und wenig später in Genf bei der WABBA-Weltmeisterschaft zur Miss World gewählt wurde. 1984 wechselte sie zum Konkurrenzverband NABBA und wurde dort 1984 in Belgrad, 1985 in Graz und 1987 in Wien Weltmeisterin. In dieser Zeit gründete sie in Kiel ein Fitness-Studio für Frauen.
Sievers trennte sich Mitte der 1990er-Jahre von ihrem ersten Ehemann und lebt in zweiter Ehe mit ihrem Mann Jörg in der Bremer Neustadt. Sie hat vier Schwestern und drei Brüder und ist gelernte Anwaltsgehilfin. Während ihrer Wettkampfzeit wurde ihr Vorname öfter zum englischen „Gabrielle“ geändert.

## Maße
In ihrer 1985 veröffentlichten Biografie wurden folgende Körpermaße festgehalten:
- Körpergröße: 1,76 Meter
- Gewicht: 63 Kilogramm
- Brust: 97,5 Zentimeter
- Taille: 68 Zentimeter
- Becken: 86 Zentimeter
- Schulterumfang: 114 Zentimeter
- Oberarme: 32 Zentimeter
- Waden: 36 Zentimeter
- Oberschenkel: 56 Zentimeter

## Erfolge
- Miss World (WABBA): 1983
- Miss World (NABBA): 1984, 1985, 1987
- Deutsche Meisterin: 1983

## Nachweise
1. ↑  Pramann, S. 58ff.
2. ↑  Im Ambiente eines Ufos, spiegel.de.
3. ↑  BILD, 12. Oktober 1998, S. 5.
4. ↑  Pramann, S. 29ff.